# Emmanuel Sowah Adjei
Emmanuel Sowah Adjei (16 januari 1998) is een Ghanees voetballer die als rechtsback speelt. Hij tekende in januari 2020 bij KAS Eupen, dat hem overnam van RSC Anderlecht.

## Clubcarrière
Sowah Adjei is afkomstig uit de jeugd van het Ghanese Dreams FC. In januari 2016 werd hij zes maanden gehuurd door RSC Anderlecht, dat hem nadien definitief overnam. Tijdens die huurperiode speelde Sowah vier keer mee in de UEFA Youth League, waar Anderlecht pas in de halve finale sneuvelde tegen Chelsea FC.
Op 21 augustus 2016 liet trainer René Weiler de Ghanees debuteren in de Jupiler Pro League tegen KAS Eupen. Hij viel na 70 minuten in voor Diego Capel. Anderlecht speelde 2-2 gelijk in Eupen. In zijn debuutseizoen speelde Sowah veertien wedstrijden voor Anderlecht, waaronder vier basisplaatsen in de Europa League-groepsfase (tegen 1. FSV Mainz 05, Qäbälä PFK en AS Saint-Étienne).
In de zomer van 2017 werd Sowah genoemd als mogelijke pasmunt voor de transfer van Pieter Gerkens van STVV naar Anderlecht. Dejonge Ghanees kreeg die zomer ook vier aanbiedingen uit Duitsland en Frankrijk, maar uiteindelijk bleef hij bij Anderlecht. Veel geluk bracht het hem echter niet, want in het seizoen 2017/18 kwam hij – mede vanwege blessureleed – slechts één keer in actie: op de achtste speeldag kreeg hij van interim-trainer Nicolás Frutos een basisplaats tegen Waasland-Beveren. Het zou zijn laatste officiële wedstrijd voor Anderlecht worden, want op 17 januari 2020 werd bekendgemaakt dat Sowah op definitieve basis de overstap maakte naar KAS Eupen.

## Clubstatistieken
| Seizoen | Club           | Land            | Competitie         | Competitie | Competitie | Beker | Beker | Supercup | Supercup | Europees | Europees | Totaal | Totaal |
| Seizoen | Club           | Land            | Competitie         | Wed.       | Dlp.       | Wed.  | Dlp.  | Wed.     | Dlp.     | Wed.     | Dlp.     | Wed.   | Dlp.   |
| ------- | -------------- | --------------- | ------------------ | ---------- | ---------- | ----- | ----- | -------- | -------- | -------- | -------- | ------ | ------ |
| 2016/17 | RSC Anderlecht | Vlag van België | Jupiler Pro League | 9          | 0          | 0     | 0     | 0        | 0        | 5        | 0        | 14     | 0      |
| 2017/18 | RSC Anderlecht | Vlag van België | Jupiler Pro League | 1          | 0          | 0     | 0     | 0        | 0        | 0        | 0        | 1      | 0      |
| 2018/19 | RSC Anderlecht | Vlag van België | Jupiler Pro League | 0          | 0          | 0     | 0     | 0        | 0        | 0        | 0        | 0      | 0      |
| 2019/20 | RSC Anderlecht | Vlag van België | Jupiler Pro League | 0          | 0          | 0     | 0     | 0        | 0        | 0        | 0        | 0      | 0      |
| 2019/20 | KAS Eupen      | Vlag van België | Jupiler Pro League | 3          | 0          | 0     | 0     | 0        | 0        | 0        | 0        | 3      | 0      |
| 2020/21 | KAS Eupen      | Vlag van België | Jupiler Pro League | 2          | 0          | 0     | 0     | 0        | 0        | 0        | 0        | 2      | 0      |
| TOTAAL  | TOTAAL         | TOTAAL          | TOTAAL             | 15         | 0          | 0     | 0     | 0        | 0        | 5        | 0        | 20     | 0      |

Bijgewerkt t/m 18 januari 2020.